# Het kwade oog
Het kwade oog is een Belgische dramafilm uit 1937 onder regie van Charles Dekeukeleire. Het scenario is gebaseerd op het toneelstuk De vertraagde film (1922) van de Vlaamse auteur Herman Teirlinck. In de film spelen enkel niet-professionele acteurs mee.

## Verhaal
Met de komst van een zwerver in een dorp op het Oost-Vlaamse platteland gebeuren allerlei vreemde zaken. Daardoor zien de dorpelingen de zwerver aan voor een boze geest. In werkelijkheid is hij op zoek naar zijn oude geliefde. Samen met haar heeft hij jaren voordien een onwettig kind gedood. Daarna zouden zij beiden zelfmoord plegen door zich te verdrinken. De zwerver deed zijn deel van de belofte echter geen gestand en overleefde de zelfmoordpoging. Sindsdien tracht hij wanhopig zijn geliefde terug te vinden.